# Masazır
Masazır è un comune dell'Azerbaigian situato nel distretto di Abşeron. Conta una popolazione di 3 247 abitanti.